# Partito Sociale Cristiano (Ecuador)
Il Partito Sociale Cristiano (in spagnolo: Partido Social Cristiano - PSC) è un partito politico di orientamento cristiano-democratico e conservatore fondato in Ecuador nel 1951.

## Risultati elettorali
| Elezione          | Seggi    |
| ----------------- | -------- |
| Parlamentari 1984 | 9 / 71   |
| Parlamentari 1986 | 14 / 71  |
| Parlamentari 1988 | 8 / 71   |
| Parlamentari 1990 | 16 / 72  |
| Parlamentari 1992 | 21 / 77  |
| Parlamentari 1994 | 26 / 77  |
| Parlamentari 1996 | 24 / 77  |
| Parlamentari 1998 | 27 / 121 |
| Parlamentari 2002 | 25 / 100 |
| Parlamentari 2006 | 13 / 100 |
| Parlamentari 2009 | 11 / 124 |
| Parlamentari 2013 | 7 / 137  |
| Parlamentari 2017 | 15 / 137 |